# Hardlife Zvirekwi
Hardlife Zvirekwi (n. Mashonalandia Oriental, 5 de mayo de 1987) es un futbolista Zimbabuense que juega en la demarcación de defensa para el CAPS United FC de la Liga Premier de Zimbabue.

## Selección nacional
Hizo su debut con la selección de fútbol de Zimbabue el 6 de febrero de 2013 en un partido amistoso contra Botsuana que finalizó con un resultado de 2-1 a favor del combinado zimbabuense. Además disputó la clasificación para la Copa Mundial de Fútbol de 2014, la Copa COSAFA 2013, la clasificación para el Campeonato Africano de Naciones de 2014, el Campeonato Africano de Naciones de 2014, la clasificación para la Copa Africana de Naciones de 2015, la Copa COSAFA 2015, la clasificación para el Campeonato Africano de Naciones de 2016, la Campeonato Africano de Naciones de 2016, la clasificación para la Copa Africana de Naciones de 2017 y la Copa Africana de Naciones de 2017.

## Clubes
| Club           | País     | Año         |
| -------------- | -------- | ----------- |
| Gunners FC     | Zimbabue | 2009 - 2013 |
| CAPS United FC | Zimbabue | 2013 -      |

## Palmarés

### Campeonatos nacionales
| Título                   | Club       | País     | Año  |
| ------------------------ | ---------- | -------- | ---- |
| Liga Premier de Zimbabue | Gunners FC | Zimbabue | 2009 |

### Distinciones individuales
| Título                         | Club        | País     | Año  |
| ------------------------------ | ----------- | -------- | ---- |
| Futbolista del año en Zimbabue | CAPS United | Zimbabue | 2016 |